# Brauentinamu

Verbreitungsgebiet des Brauentinamus

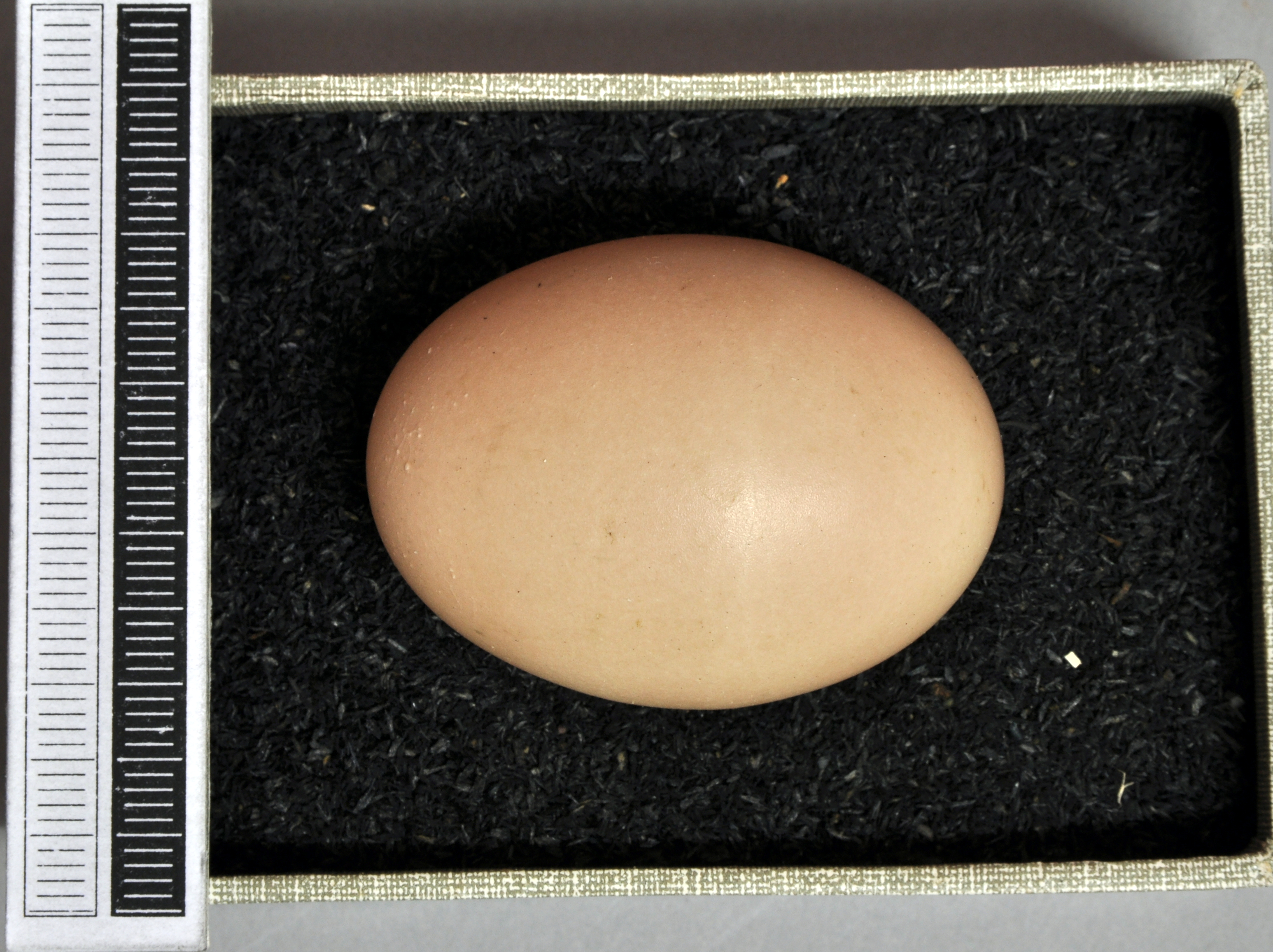
Ei, Sammlung Museum Wiesbaden

Der Brauentinamu (Crypturellus transfasciatus), Syn. Crypturus transfasciatus ist eine Vogelart aus der Familie der Steißhühner (Tinamidae).
Der Vogel kommt umschrieben in Westecuador und Nordwestperu vor.
Der Lebensraum umfasst tropischen trockenen, Wald im Tiefland meist unterhalb von 800, gelegentlich aber bis 1600 m Höhe. Bevorzugt wird dichtere Vegetation.
Der Artzusatz kommt von lateinisch trans ‚jenseits, über‘ und lateinisch fasciatus ‚gebändert‘.

## Merkmale
Die Art ist 25–29 cm groß und wiegt im Mittel 273 (Männchen) und 293 g (Weibchen). Auch dieser mittelgroße Tinamu hat einen sehr kurzen Schwanz und gerundete Flügel, er ist hauptsächlich grau an der Unterseite, brauner auf der Oberseite. Auffallend ist der breite helle Überaugenstreif. Die Kopfkappe ist grau-braun. Die Oberseite ist grau bis rötlich-braun und ist am Unterrücken und auf den Flügeln etwas gebändert. Die Flügeldecken haben hellere Binden und Spitzen. Die Kehle ist weiß, die Brust grau, die übrige Unterseite ist weiß bis cremefarben, Flanken und Unterschwanzdecken sind schwarz gebändert.
Die Iris ist olivbraun, der Oberschnabel grau bis schwarz, der Unterschnabel rosa bis weiß oder gelblich mit grauer Spitze. Die Füße sind orangefarben bis rosa.
Das Weibchen ist oben, besonders am Rücken hinten und auf den Flügeldecken kräftiger schwarz und gelb- bis ockerbraun gebändert. Jungvögel sind ausgedehnter schwarz und ockerfarben gebändert.
Das Verbreitungsgebiet überlappt sich teilweise mit dem des Brauntinamus (C. soui), der aber in feuchteren Wäldern vorkommt, kleiner und gleichmäßiger gezeichnet ist, insbesondere fehlt der Überaugenstreif weitgehend. Der Andentinamu (N. Pentlandii) hat gelbe Füße, einen gebogenen Schnabell und ist auf der Oberseite gestrichelt.

## Geografische Variation
Die Art ist monotypisch.

## Stimme
Der Gesang wird als plötzliches, stechendes und ansteigendes „cuuEEE?“ oder „wheep?“, auch als hallendes „whoooit“.

## Lebensweise
Die Nahrung besteht aus Pflanzensamen, herabgefallenen Früchten und Wirbellosen. Die Brutzeit liegt zwischen November und Februar. Das Gelege besteht aus bis zu sieben Eiern.

## Gefährdungssituation
Der Bestand gilt als „potentiell gefährdet“ (near threatened) durch Schrumpfung der Population.